# Gyapjastönkű pókhálósgomba
A gyapjastönkű pókhálósgomba (Cortinarius claricolor) a pókhálósgombafélék családjába tartozó, Eurázsiában és Észak-Amerikában honos, fenyvesekben élő, nem ehető gombafaj. 

## Megjelenése
A gyapjastönkű pókhálósgomba kalapja 5-15 cm széles, fiatalon félgömb alakú, majd domborúan, idősen laposan kiterül. Felszíne tapadós vagy kissé nyálkás, szélén gyakran sugarasan ráncos, fiatalon fehér burokmaradványok tapadhatnak rá. Színe sárgásbarna, narancsbarnás, okkerbarnás; középen sötétebb, a szélén egészen világos lehet; néha helyenként vörösbarnán foltos. 
Húsa vastag, kemény; színe fehér. Szaga fiatalon nem jellegzetes, idősen kellemetlen, dohos, lábszagú vagy megsavanyodott tejre emlékeztet; íze nem jellegzetes. 
Igen sűrű, keskeny lemezei felkanyarodók, élük kissé fűrészes. Színük eleinte barnás krémszín vagy szürkésfehér (ritkán kékes árnyalattal), idősen vörösbarnára sötétednek. 
Tönkje 6-15 cm magas és 1-3 cm vastag. Alakja erőteljes, egyenletesen vastag vagy tövénél kissé megvastagodott. Színe fehér. Felszíne szálas, gyakran a lemezeket védő sűrű, pókhálószerű, fehér burok cafrangos-szálas maradványai találhatók rajta.
Spórapora rozsdabarna. Spórája orsó- vagy karcsú mandulaformájú, nagyon finoman szemölcsös, mérete 7,5-9 x 3,5-4,5 µm.

### Hasonló fajok
A ligeti pókhálósgomba, a zsemlebarna pókhálósgomba, a díszes pókhálósgomba, a kénsárga pókhálósgomba hasonlít hozzá. 

## Elterjedése és termőhelye
Eurázsiában és Észak-Amerikában honos. 
Fenyvesekben él, főleg luc alatt, mohás talajon. Nyáron és ősszel terem. 
Nem ehető és mérges fajokkal könnyen össze lehet téveszteni. 

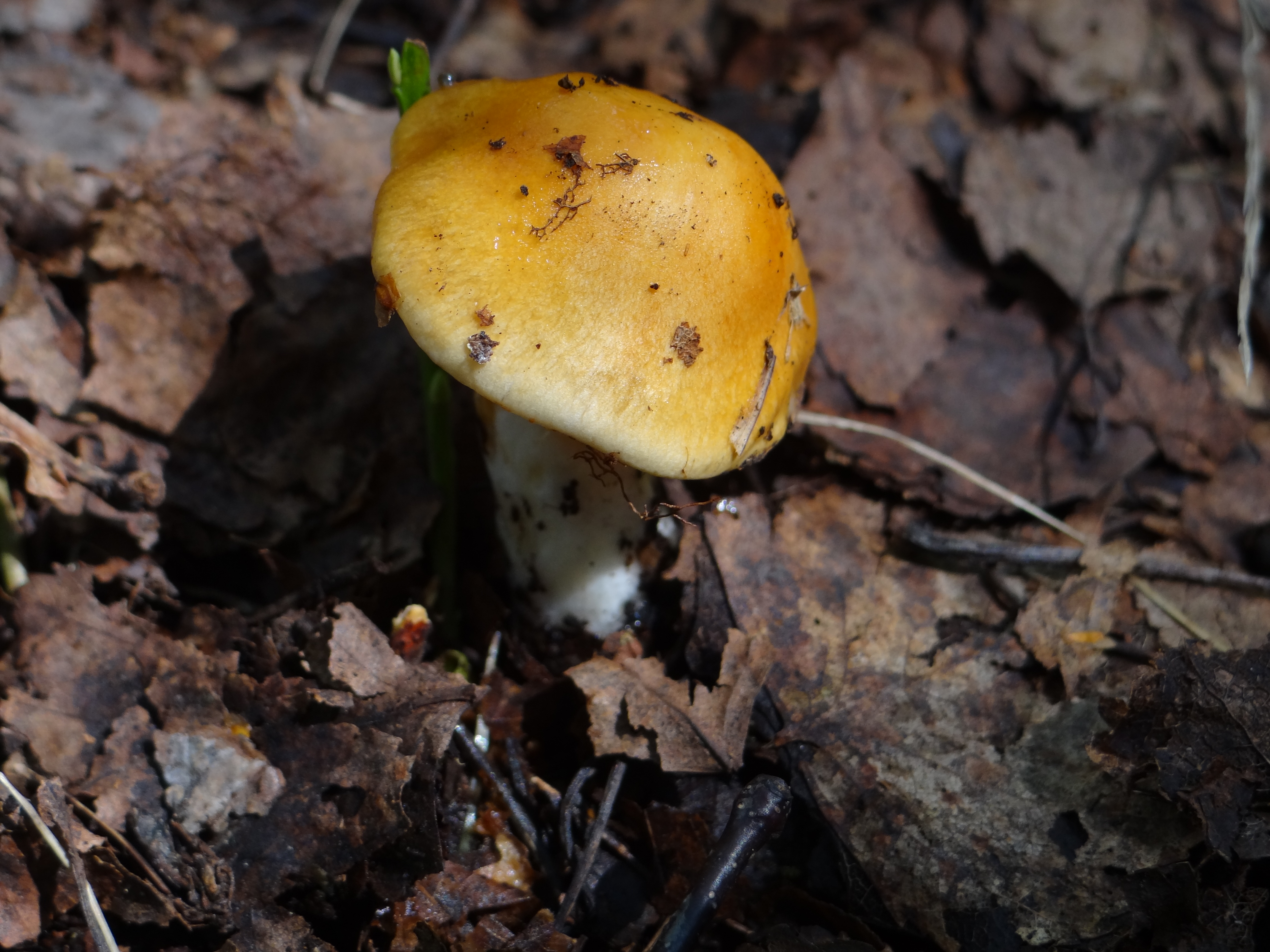
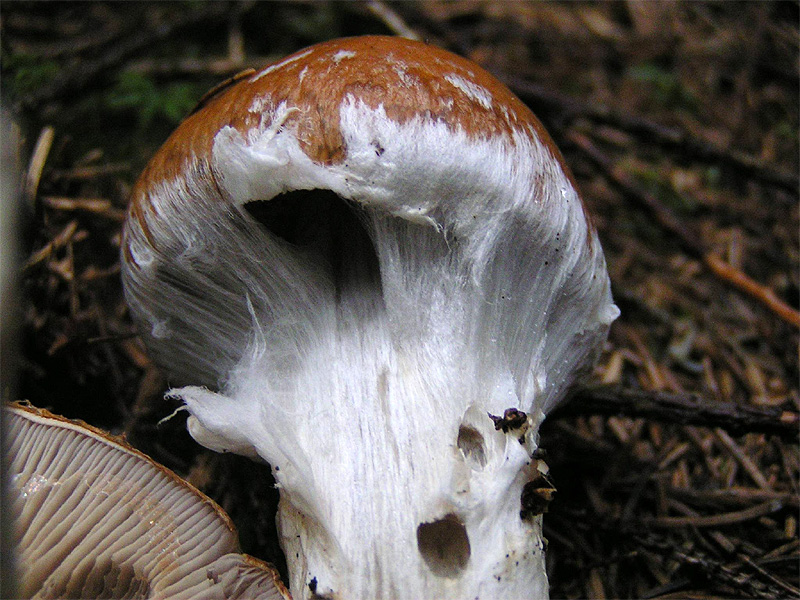
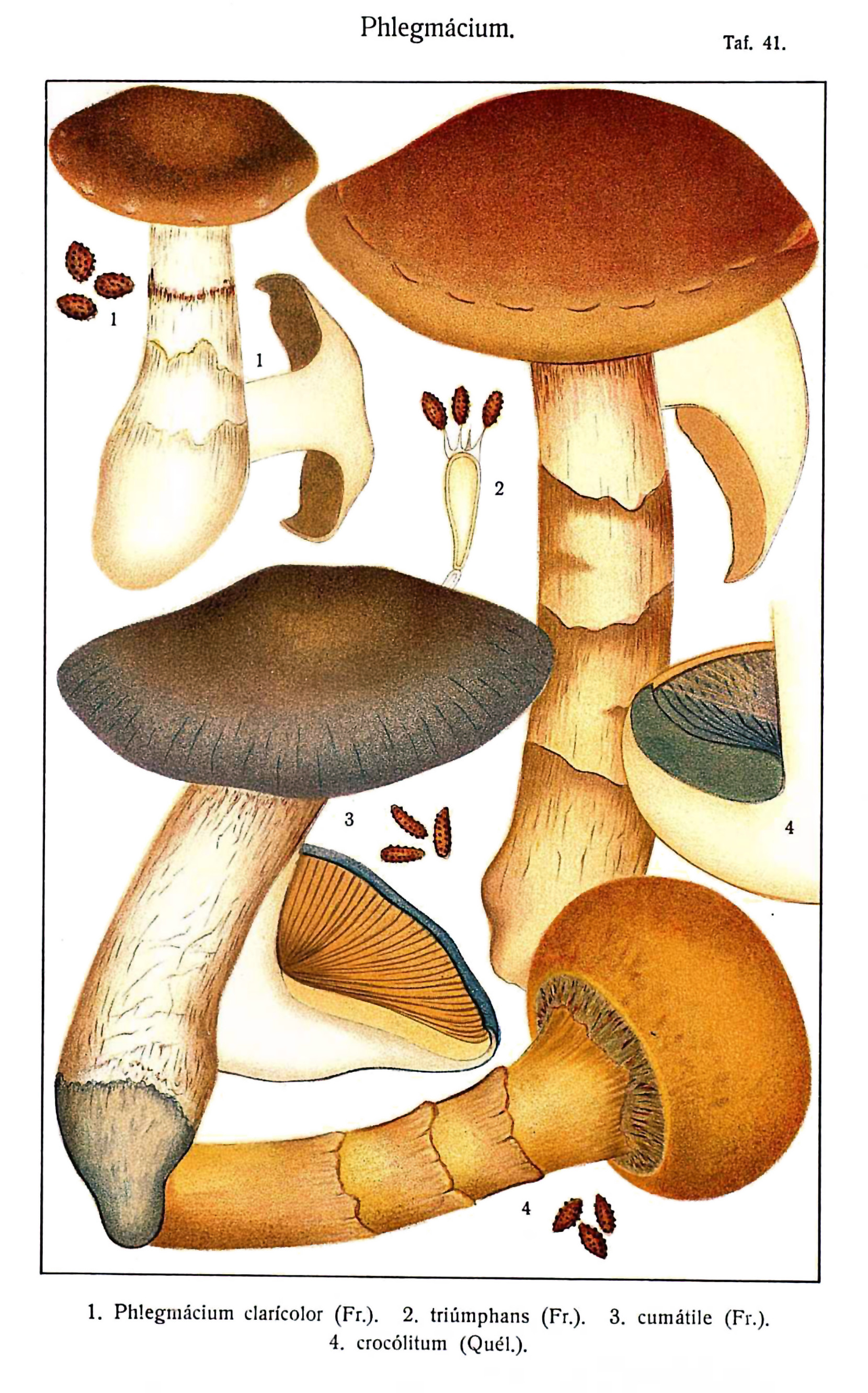